# Progomphus pijpersi
Progomphus pijpersi är en trollsländeart som beskrevs av Belle 1966. Progomphus pijpersi ingår i släktet Progomphus och familjen flodtrollsländor. IUCN kategoriserar arten globalt som livskraftig. Inga underarter finns listade i Catalogue of Life.